# Žehušická skalka
Žehušická skalka (225 m n. m.) je vrch v okrese Kutná Hora Středočeského kraje. Leží při západním okraji obce Žehušice, na jejím katastrálním území.

## Geomorfologické zařazení
Geomorfologicky vrch náleží do celku Středolabská tabule, podcelku Čáslavská kotlina, okrsku Žehušická kotlina a podokrsku Mikulášská kotlina.